# Ministère de l'Éducation, de la Culture et de la Science
Pour les articles homonymes, voir Ministère de l'Éducation.
Le ministère de l'Éducation, de la Culture et de la Science (en néerlandais : Ministerie van Onderwijs, Cultuur en Wetenschap ; OCW) est un ministère néerlandais responsable de l'éducation, de la culture, de la science, de la recherche, de l'égalité des sexes et des communications devant les États généraux du royaume des Pays-Bas.
Le ministère est créé en 1918 en sous le nom de ministère de l'Éducation, des Arts et des Sciences et subit plusieurs changements de nom avant que le nom actuel ne soit réadopté en 1994. 
Le ministère est actuellement dirigé par Eppo Bruins et siège dans la Hoftoren depuis 2003.

## Liste des ministres de l'Éducation, de la Culture et de la Science
(avril 2016).
Pour la liste complète, voir (nl) List of Ministers of Education, Culture and Science of the Netherlands.
| Photo | Ministre de l'Éducation, de la Culture et de la Science            | Mandat                               | Parti     | Premier ministre (cabinet)                                                      |
| --- | ------------------------------------------------------------------ | ------------------------------------ | --------- | ------------------------------------------------------------------------------- |
| Johannes Theodoor de Visser | Johannes Theodoor de Visser                                        | 9 septembre 1918 – 4 août 1925       | CHU       | Charles Ruijs de Beerenbrouck (De Beerenbrouck I • II)                          |
| | Victor Henri Rutgers                                               | 4 août 1925 – 8 mars 1926            | ARP       | Hendrikus Colijn (Colijn I)                                                     |
| M. A. M. Waszink | Marius Alphonse Marie Waszink                                      | 8 mars 1926 – 10 août 1929           | RKSP      | Dirk Jan de Geer (De Geer I)                                                    |
| Jan Terpstra | Jan Terpstra                                                       | 10 août 1929 – 26 mai 1933           | ARP       | Charles Ruijs de Beerenbrouck (De Beerenbrouck III)                             |
| Henri Marchant | Henri Marchant                                                     | 26 mai 1933 – 18 mai 1935            | VDB       | Hendrikus Colijn (Colijn II)                                                    |
| Jan Rudolph Slotemaker de Bruïne | Jan Rudolph Slotemaker de Bruïne (interim, 18 mai–31 juillet 1935) | 18 mai 1935 – 25 juillet 1939        | CHU       | Hendrikus Colijn (Colijn II • III • IV)                                         |
| Bep Schrieke | Bep Schrieke                                                       | 25 juillet 1939 – 10 août 1939       | Indep.    | Hendrikus Colijn (Colijn V)                                                     |
| Gerrit Bolkestein | Gerrit Bolkestein                                                  | 10 août 1939 – 24 juin 1945          | VDB       | Dirk Jan de Geer (De Geer II) Pieter Sjoerds Gerbrandy (Gerbrandy I • II • III) |
| Gerardus van der Leeuw | Gerardus van der Leeuw                                             | 24 juillet 1945 – 3 juillet 1946     | SDAP PvdA | Wim Schermerhorn (Schermerhorn-Drees)                                           |
| Jos Gielen | Jos Gielen                                                         | 3 juillet 1946 – 7 août 1948         | KVP       | Louis Beel (Beel I)                                                             |
| Theo Rutten | Theo Rutten                                                        | 7 août 1948 – 2 septembre 1952       | KVP       | Willem Drees (Drees-Van Schaik • Drees I)                                       |
| Jo Cals | Jo Cals                                                            | 2 septembre 1952 – 24 juillet 1963   | KVP       | Willem Drees (Drees II • III) Louis Beel (Beel II) Jan de Quay (De Quay)        |
| Theo Bot | Theo Bot                                                           | 24 juillet 1963 – 14 avril 1965      | KVP       | Victor Marijnen (Marijnen)                                                      |
| Responsabilité de la culture transférée au : Ministère de la Culture, des Loisirs et des Affaires sociales (1965-1982) ; Ministère de la Santé, du Bien-être et de la Culture (1982-1994). |                                                                    |                                      |           |                                                                                 |
| Photo | Ministre de l'Éducation et de la Science                           | Mandat                               | Parti     | Premier ministre (cabinet)                                                      |
| Isaäc Arend Diepenhorst | Isaäc Arend Diepenhorst                                            | 14 avril 1965 – 5 avril 1967         | ARP       | Jo Cals (Cals) Jelle Zijlstra (Zijlstra)                                        |
| Gerard Veringa | Gerard Veringa                                                     | 5 avril 1967 – 6 juillet 1971        | KVP       | Piet de Jong (De Jong)                                                          |
| Chris van Veen | Chris van Veen                                                     | 6 juillet 1971 – 11 mai 1973         | CHU       | Barend Biesheuvel (Biesheuvel I • II)                                           |
| Jos van Kemenade | Jos van Kemenade                                                   | 11 mai 1973 – 19 décembre 1977       | PvdA      | Joop den Uyl (Den Uyl)                                                          |
| Arie Pais | Arie Pais                                                          | 19 décembre 1977 – 11 septembre 1981 | VVD       | Dries van Agt (Van Agt I)                                                       |
| Jos van Kemenade | Jos van Kemenade                                                   | 11 septembre 1981 – 29 mai 1982      | PvdA      | Dries van Agt (Van Agt II)                                                      |
| Wim Deetman | Wim Deetman                                                        | 29 mai 1982 – 14 septembre 1989      | CDA       | Dries van Agt (Van Agt III) Ruud Lubbers (Lubbers I • II)                       |
| Gerrit Braks | Gerrit Braks                                                       | 14 septembre 1989 – 7 novembre 1989  | CDA       | Ruud Lubbers (Lubbers II)                                                       |
| Jo Ritzen | Jo Ritzen                                                          | 7 novembre 1989 – 22 août 1994       | PvdA      | Ruud Lubbers (Lubbers III)                                                      |
| Photo | Ministre de l'Éducation, de la Culture et de la Science            | Mandat                               | Parti     | Premier ministre (Cabinet)                                                      |
| Jo Ritzen | Jo Ritzen                                                          | 22 août 1994 – 3 août 1998           | PvdA      | Wim Kok (Kok I)                                                                 |
| Loek Hermans | Loek Hermans                                                       | 3 août 1998 – 22 juillet 2002        | VVD       | Wim Kok (Kok II)                                                                |
| Maria van der Hoeven | Maria van der Hoeven                                               | 22 juillet 2002 – 22 février 2007    | CDA       | Jan Peter Balkenende (Balkenende I • II • III)                                  |
| Ronald Plasterk | Ronald Plasterk André Rouvoet (intérim)                            | 22 février 2007 – 23 février 2010    | PvdA      | Jan Peter Balkenende (Balkenende IV)                                            |
| Marja van Bijsterveldt | Marja van Bijsterveldt                                             | 14 octobre 2010 – 5 novembre 2012    | CDA       | Mark Rutte (Rutte I)                                                            |
| Jet Bussemaker | Jet Bussemaker                                                     | 5 novembre 2012 – 26 octobre 2017    | PvdA      | Mark Rutte (Rutte II)                                                           |
| Ingrid van Engelshoven | Ingrid van Engelshoven                                             | 26 octobre 2017 – 10 janvier 2022    | D66       | Mark Rutte (Rutte III)                                                          |
| Robbert Dijkgraaf | Robbert Dijkgraaf                                                  | 10 janvier 2022 – 2 juillet 2024     | D66       | Mark Rutte (Rutte IV)                                                           |
| Eppo Bruins | Eppo Bruins                                                        | Depuis le 2 juillet 2024             | NSC       | Dick Schoof                                                                     |